# کارکس باراتی
کارکس باراتی (نام علمی: Carex barrattii) نام یک گونه از سرده جگن است.